# Филотей I Кокин
Вижте пояснителната страница за други личности с името Филотей.
Филотей I Кокин (на гръцки: Φιλόθεος Α΄ Κόκκινος, Филотеос Кокинос) е православен духовник от XIV век, вселенски патриарх в Константинопол от 1353 до 1355 година и втори път от 1364 до 1376 година. Филотей е виден привърженик на Йоан VI Кантакузин и последовател на Григорий Палама. По време на втория си патриархат в 1368 година канонизира Палама за светец. Многобройните му богословски, литургични и канонически произведения са широко популярни не само във Византийската империя, но и в славянския православен свят. Филотей е автор на диатаксите на Божествената литургия и Всенощното бдение.

## Биография
Роден е със светското име Фока (Φωκάς) около 1300 година във втория по големина град на Византийската империя Солун. Майка му е приела християнството еврейка. Получава отлично образование. Замонашва се в Синайския манастир, а по-късно се мести на Света гора, първоначално във Ватопедския манастир, а след това във Великата Лавра, където става игумен. Става привърженик на исихазма и приятел на Григорий Палама.

### Атонитски томос
В 1339 година Филотей съставя томос, директно атакуващ Варлаам Калабрийски и обобщаващ паламитската теология за благодатка, божествената светлина, истинската разлика между Божието битие и неговите вечни, несъздадени действия, седалището на νοῦς в сърцето или мозъка, влиянието на тялото върху душата и обратно. Трактатът има вид на колективен доктринален манифест на атонските монаси, като в началото на писмото доктрината е представена като разкриване на мистерии, съдържащи се имплицитно в Евангелието и в писанията на Отците на Църквата и разкрити експериментално на съвременниците. Последният подписал епископ Яков Йерисовски, заявява, че атонските монаси няма да приемат в тяхната общност никой, който не приема изложената в писмото доктрина. Този томос по-късно е одобрен от Влахернския синод в 1351 година.

### Ираклийски митрополит (1347 – 1353)
С края на Гражданската война в 1347 година и победата на Йоан Кантакузин, антиисихасткия патриарх Йоан XIV Калека е свален и на негово място на 17 май 1347 година е избран монемвасийският епископ паламист Исидор Вухирас. Новият патриарх бързо се погрижва за избора на няколко нови епископи, привърженици на исихазма. Така Григорий Палама става солунски митролопит, а паламиста и кантакузинист Филотей Кокин – ираклийски митрополит в Тракия. След събора на антипаламистките епископи през юли 1347 година, начело с Неофит Филипийски, Йосиф Ганоски и Матей Ефески, който обявява Исидор и Палама за свалени и отлъчени, през август новият патриарх свиква на свой ред паламистки събор, който издава свой томос. Филотей верифицира с подписа си, че разкаятелно писмо от Матей Ефески е вярно с оригинала.
Филотей Ираклийски живее предимно в Константинопол като протеже на Кантакузин и взима дейно участие във Влахернския синод, свикан от наследилия Исидор патриарх Калист I Константинополски през май 1351 година, за да разреши проблема с исихазма. През юли 1352 година отново във Влахерна се провежда нов събор, който издава серия от анатеми на Варлаам, Григорий Акиндин и последователите им, както и серия възхвали на Палама и последователите на доктрината му. Според Codex Monacensis Graecus 505, fol. 2 vº техен автор е Филотей Ираклийски. Те дават добро обобщение на паламистката доктрина, изразена в томоса на събора от 1351 година.

### Първи патриархат (1353 – 1355)
В 1353 година патриарх Калист I отказва да короняса Матей Кантакузин, сина на Йоан VI Кантакузин, за съимператор и е свален. На негово място през февруари е наложен привърженикът на Кантакузин Филотей Кокин, който коронясва изповядалия официално паламизма Матей. През декември 1354 година Йоан V Палеолог влиза триумфално в Константинопол и принуждава Кантакузин да абдикира, като с него е свален и патриарх Филотей и на негово място е върнат Калист, а крайните мерки срещу антипаламистите от 1351 година са отменени.

### Втори патриархат (1364 – 1376)
След смъртта на Калист през август 1364 година, на 12 септември за патриарх отново е избран Филотей, който се помирява с Йоан V чрез Димитър Кидон. Императорът и патриархът се споразумяват тези, които не приемат паламистката доктрина, да бъдат оставени на мира. Фанатичният паламист Филотей обаче не сдържа дълго обещанието си. В 1368 година предприема мерки срещу живеещия във Великата лавра богослов-томист и противник на исихазма Прохор Кидон, брат на Димитър Кидон, който успява да отклони много атонски монаси от паламизма. Кидон е обвинен пред патриарха и призован да се придъра към официалната доктрина, но той продължава да води диспути с паламизма. В крайна сметка през април 1368 година Филотей събира Синод срещу него. Синодът се отнася деликатно с Кидон и му дава много време да се откаже от възгледите си, но Кидон остава непоклатим и на няколко пъти прикрито или открито се подиграва на съдиите си. Присъдата отлъчване е произнесена в отсъствието му, тъй като той не се явява на последното заседание. По този повод е издаден дълъг томос, който завършва с декрет за канонизацията на Григорий Палама и определя втората неделя на Великия пост за негов празник. Томосът от 1368 година слага край на поледицата от паламитски събори и бележи триумфа на паламизма в Православната църква.
Филотей се противопоставя на опитите на император Йоан V да преговаря за уния с папите Урбан V и Григорий XI. В 1367 година той се съгласява на събор за уния със Западната църква, но идеята е отхвърлена от пара Урбан VI. Чрез независимата си църковна политика Филотей успява да обедини зад Вселенската патриаршия православните сърби, българи и руснаци. Съответно Филотей прилага теорията си за примата на Константинополската патриаршия над цялата Източна църква. Филотей активно се намества в политическите и църковните дела в Русия, като консолидира административните функции под един-единствен митрополит на Киев и цяла Русия със седалище в Москва – българинът Киприан.
В 1376 година Филотей Константинополски е свален от новия император Андроник IV Палеолог. Умира през 1379 година и е погребан с почести в манастира „Христос Акаталипт“. Обявен е за светец и паметта му се чества от Православната църква на 11 октомври.